# Notes
Notes — первый сольный альбом Константина Селезнёва (Фактор Страха), вышедший в 2008 году.

## Отзывы критиков
(<…>) Вообще, идея эта не нова и на западной сцене можно найти немало аналогичных примеров; однако когда дело касается российской метал-сцены, то подобные подвиги становятся явлениями уникальными. Отрадно и то, что «Notes» оказался действительно высококлассным релизом — начиная от очень приятной мелодики и заканчивая исключительно качественным саундом. К сожалению, не все ортодоксальные металлеры смогут понять и принять этот альбом, но как минимум попробовать стоит!— Рецензия из журнала «DarkCity»

## Список композиций
В альбоме девять инструментальных композиций.
| №  | Название            | Длительность |
| -- | ------------------- | ------------ |
| 1. | «Firestone»         | 4:35         |
| 2. | «Magic»             | 4:59         |
| 3. | «Nature»            | 5:17         |
| 4. | «Shadow»            | 5:31         |
| 5. | «Skyjazz»           | 4:12         |
| 6. | «Tears Of The Rain» | 5:44         |
| 7. | «Train»             | 6:07         |
| 8. | «Wonderful World»   | 3:59         |
| 9. | «Dedication»        | 5:25         |

## Участники записи
- Константин Селезнёв — все инструменты, музыка, аранжировки и сведение, запись (студия "Кот")
- Лекс Плотников — автор обложки